# Pallavolo Modena 2009-2010

## Rosa
| N° | Nome                | Ruolo | Data di nascita   | Nazionalità sportiva |
| -- | ------------------- | ----- | ----------------- | -------------------- |
| 1  | Loris Manià         | L     | 27 gennaio 1979   | Italia               |
| 2  | Edoardo Ciabattini  | L     | 18 settembre 1989 | Italia               |
| 3  | Fabio Soli          | P     | 28 settembre 1979 | Italia               |
| 5  | Wytze Kooistra      | C     | 3 giugno 1982     | Paesi Bassi          |
| 6  | Jasmin Cuturic      | S     | 5 luglio 1974     | Slovenia             |
| 7  | Ángel Dennis        | S/O   | 13 giugno 1977    | Italia               |
| 8  | Filippo Pagni       | C     | 3 maggio 1984     | Italia               |
| 9  | Dick Kooy           | S     | 3 dicembre 1987   | Paesi Bassi          |
| 12 | Francesco Biribanti | O     | 17 gennaio 1976   | Italia               |
| 14 | Mikko Esko          | P     | 3 settembre 1978  | Finlandia            |
| 15 | Dömötör Mészáros    | S     | 26 ottobre 1976   | Ungheria             |
| 16 | Cristian Casoli     | S     | 27 gennaio 1975   | Italia               |
| 17 | Luis Díaz           | S     | 20 agosto 1983    | Venezuela            |
| 18 | Marco Piscopo       | C     | 18 luglio 1983    | Italia               |

## Mercato

### Arrivi
- Mikko Esko da Gabeca Pallavolo Spa[3]
- Domotor Meszaros da VC Gazprom Surgut ( Russia)[4]
- Loris Manià da Gabeca Pallavolo Spa[5]
- Luis Augusto Diaz Mayorca da Callipo Volley[6]
- Francesco Biribanti da Piemonte Volley[7]
- Bram Van den Dries da Precura Antwerpen ( Belgio)[8]
- Cosimo Marco Piscopo da Trentino Volley[9]
- Fabio Soli da Sir Volley Bastia Umbra[10]
- Dick Kooy da Ortec Nesselande Rotterdam ( Paesi Bassi)[11]
- Jasmin Cuturic da Perspolis Teheran ( Iran)[12]

### Partenze
- Luca Tencati a Callipo Volley[13]
- Bram Van den Dries a Latina Volley[8]
- Davis Krumins a Gabeca Pallavolo Spa (prestito)[14]
- Alessandro Bartoli a Pallavolo Sora (prestito)[15]
- Dragan Travica a Gabeca Pallavolo Spa[16]
- Pietro Rinaldi (risoluzione consensuale contratto)[17]
- Tomislav Smuc
- Mark Siebeck a Beşiktaş ( Turchia)[18]
- David Lee a Lokomotiv Novosibirsk ( Russia)[19]
- Murilo Endres a Sesi São Paulo ( Brasile)[20]
- Sidnei dos Santos Junior a Sesi São Paulo ( Brasile)[20]
- Andrea Sartoretti (fine carriera)[21]
- Domotor Mesaros a Fenerbahçe Erkek Voleybol Takımı( Turchia)[22]

## Risultati
- Eliminata in semifinale di Coppa Italia da Trentino Volley
- 4° in Regular Season
- Eliminata ai quarti di finale Play-off da A.S. Volley Lube
- Qualificata alla Coppa CEV